# Кролятина

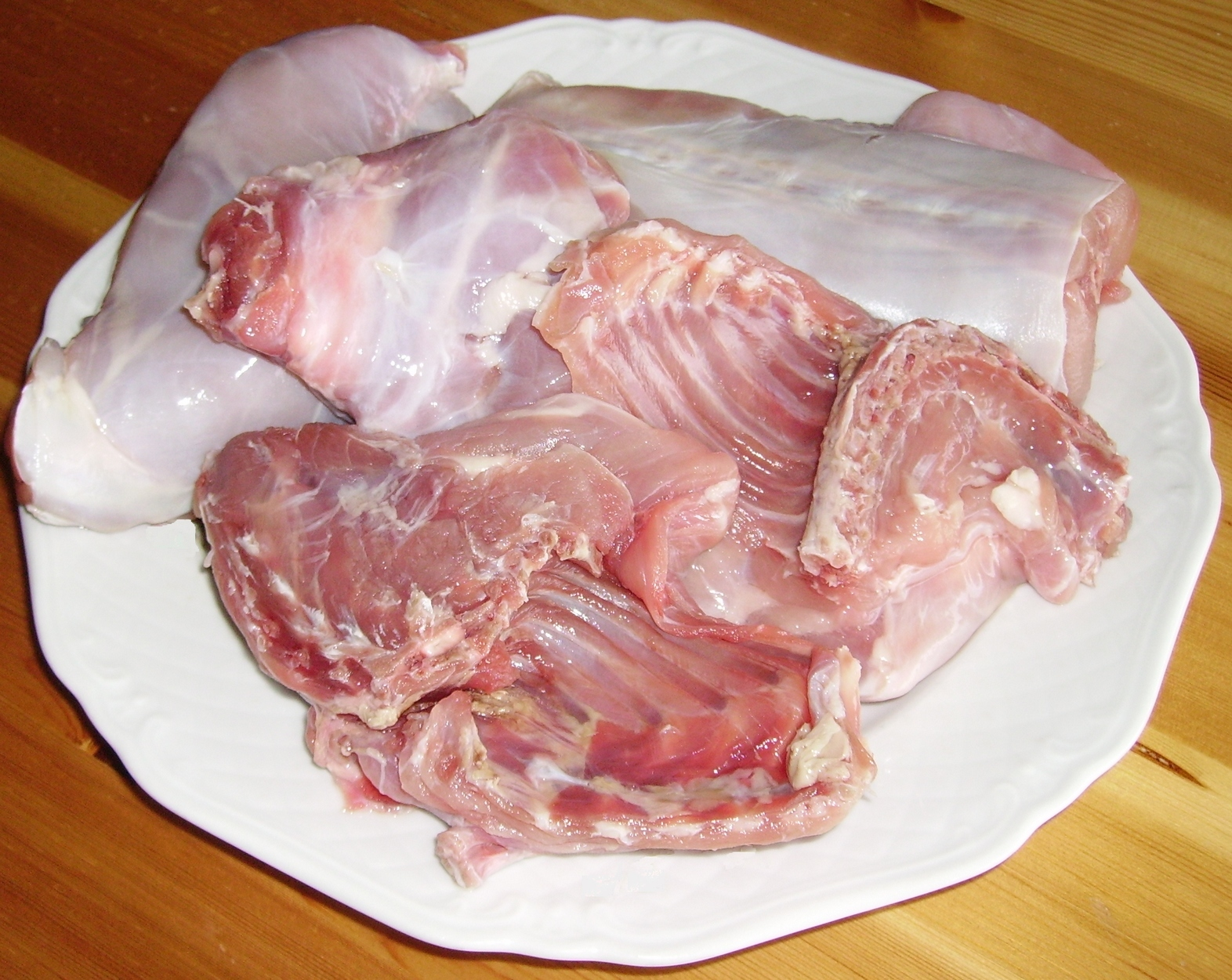
Нарізане кроляче м'ясо

Кроля́тина — м'ясо кроликів при вживанні в їжу. Кролики мають досить широке господарське значення для людини, в тому числі як джерело білка. Найвищої якості кролятину отримують від так званих м'ясних порід кроликів. Кролятина, так само як і індичатина, низькокалорійна, містить мало жирів і гладковолокниста за структурою. Існує кілька способів приготування кроликів, однак перевага віддається смаженню та тушкуванню. М'ясо диких кроликів, поширених, наприклад, в Одеській області і Криму вживається як дичина.